# Комманшон
Комманшо́н (фр. Commenchon) — коммуна во Франции, находится в регионе Пикардия. Департамент коммуны — Эна. Входит в состав кантона Шони. Округ коммуны — Лан.
Код INSEE коммуны — 02207.

## Население
Население коммуны на 2010 год составляло 191 человек.
| 1962 | 1968 | 1975 | 1982 | 1990 | 1999 | 2010 |
| ---- | ---- | ---- | ---- | ---- | ---- | ---- |
| 144  | 119  | 115  | 144  | 160  | 155  | 191  |

## Экономика
В 2010 году среди 117 человек трудоспособного возраста (15—64 лет) 91 были экономически активными, 26 — неактивными (показатель активности — 77,8 %, в 1999 году было 69,6 %). Из 91 активных жителей работали 82 человека (41 мужчина и 41 женщина), безработных было 9 (5 мужчин и 4 женщины). Среди 26 неактивных 8 человек были учениками или студентами, 10 — пенсионерами, 8 были неактивными по другим причинам.